# FDJ Nouvelle-Aquitaine Futuroscope/Saison 2017
Dieser Artikel beschreibt die Mannschaft und die Siege des Radsportteams FDJ Nouvelle-Aquitaine Futuroscope in der Saison 2017.

## Mannschaft
| Teamkader 2017    | Teamkader 2017    | Teamkader 2017 | Teamkader 2017                 |
| Name              | Geburtsdatum      | Land           | Vorheriges Team                |
| ----------------- | ----------------- | -------------- | ------------------------------ |
| Aude Biannic      | 27. März 1991     | Frankreich     | Lointek (2014)                 |
| Charlotte Bravard | 12. Januar 1992   | Frankreich     | GSD Gestion (2012)             |
| Coralie Demay     | 10. Oktober 1992  | Frankreich     |                                |
| Anabelle Dreville | 4. März 1995      | Frankreich     |                                |
| Eugénie Duval     | 3. Mai 1993       | Frankreich     |                                |
| Séverine Eraud    | 24. Februar 1995  | Frankreich     |                                |
| Roxane Fournier   | 7. November 1991  | Frankreich     | ASPTT Dijon-Bourgogne (2011)   |
| Shara Gillow      | 23. Dezember 1987 | Australien     | Rabo Liv Women (2016)          |
| Victorie Guilman  | 25. März 1996     | Frankreich     | DN 17 Poitou-Charentes (2015)  |
| Roxane Knetemann  | 1. April 1987     | Niederlande    | Rabo Liv Women (2016)          |
| Greta Richioud    | 11. Oktober 1996  | Frankreich     |                                |
| Eri Yonamine      | 25. April 1991    | Japan          | Hagens Berman-Supermint (2016) |
|                   |                   |                |                                |
| Quelle: UCI       |                   |                |                                |

## Siege
| Siege    | Siege                                                                     | Siege      | Siege  | Siege             | Siege |
| Datum    | Rennen                                                                    | Staat      | Klasse | Siegerin          |       |
| -------- | ------------------------------------------------------------------------- | ---------- | ------ | ----------------- | ----- |
| 23. Jun. | Einzelzeitfahren der Frauen bei den japanischen Straßenradmeisterschaften | Japan      | CN     | Eri Yonamine      |       |
| 24. Jun. | Japanische Meisterschaften, Straßenrennen der Frauen                      | Japan      | CN     | Eri Yonamine      |       |
| 24. Jun. | Französische Meisterschaften, Straßenrennen der Frauen                    | Frankreich | CN     | Charlotte Bravard |       |